# Кольца экзопланет

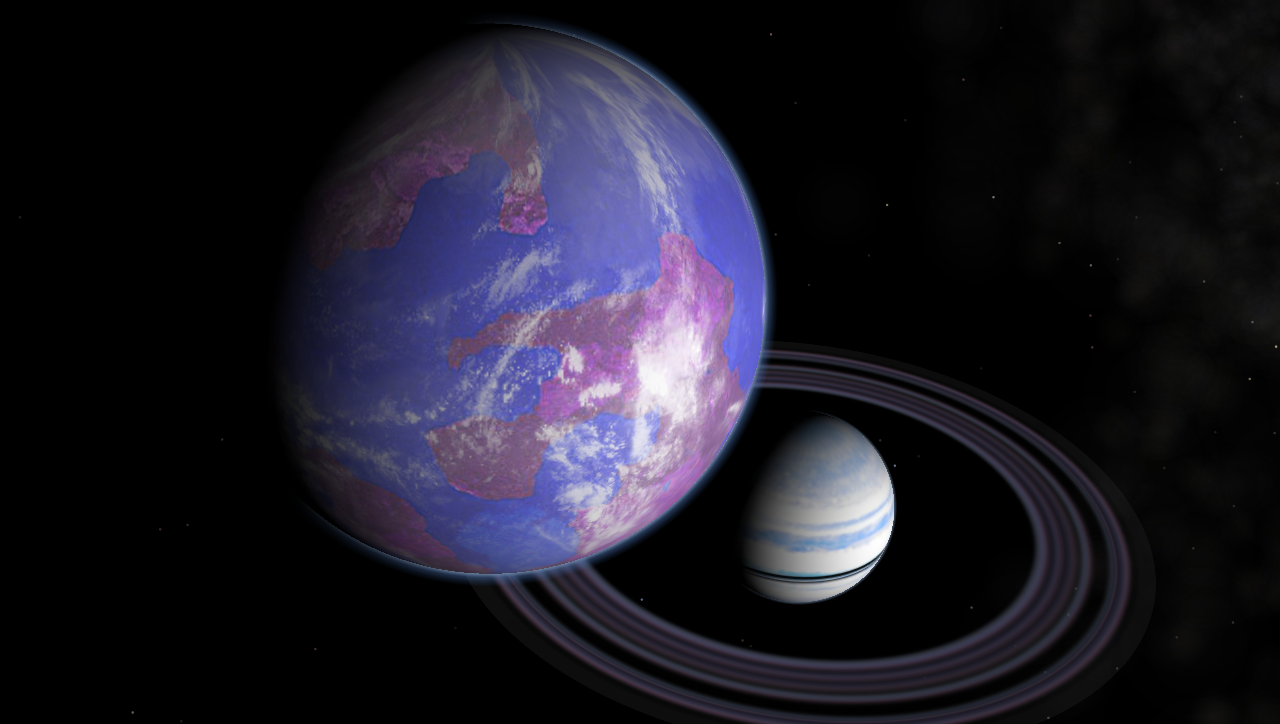
Система колец вокруг сатурноподобной планеты в представлении художника. На переднем плане находится спутник.

Кольца экзопланет — это образования вокруг экзопланет, подобные кольцам планет нашей Солнечной системы.
Кольца у других планет за пределами Солнечной системы обнаружить довольно сложно, однако по мнению учёных чувствительность телескопа Кеплер достаточна для обнаружения колец у экзопланет. 

## Открытие колец
Впервые об обнаружении колец вокруг экзопланеты было объявлено учёными на конференции Американского астрономического общества в Остине. Авторы исследования изучали информацию, полученную в результате работы проектов SuperWASP и ASAS, и пришли к выводу, что у звезды 1SWASP J140747.93-394542.6 находится планета, подобная Сатурну, с системой пылевых колец. Учёные обратили внимание на необъяснимые колебания яркости звезды, которые в некоторые моменты достигали 95 %. Обычно такие явления связаны с транзитом планеты или другой менее яркой звезды, но в данном случае кривая яркости имела другой вид. Согласно исследованиям, вокруг планеты вращается 4 кольца, которым дали названия: «Рочестер», «Сазерленд», «Кампанас» и «Тололо», при этом радиус внешнего кольца значительно превышает кольца Сатурна и составляет десятки миллионов километров (у Сатурна 480 тысяч километров).
В статье автора исследования Мэттью Тискарено (Matthew S. Tiscareno) отмечено, что наблюдавшиеся изменения яркости звезды 1SWASP J140747.93-394542.6 могут быть объяснены наличием колец у экзопланеты, хотя он не исключает возможности объяснения изменений яркости влиянием другой звезды-спутника.